# 前橋赤十字病院

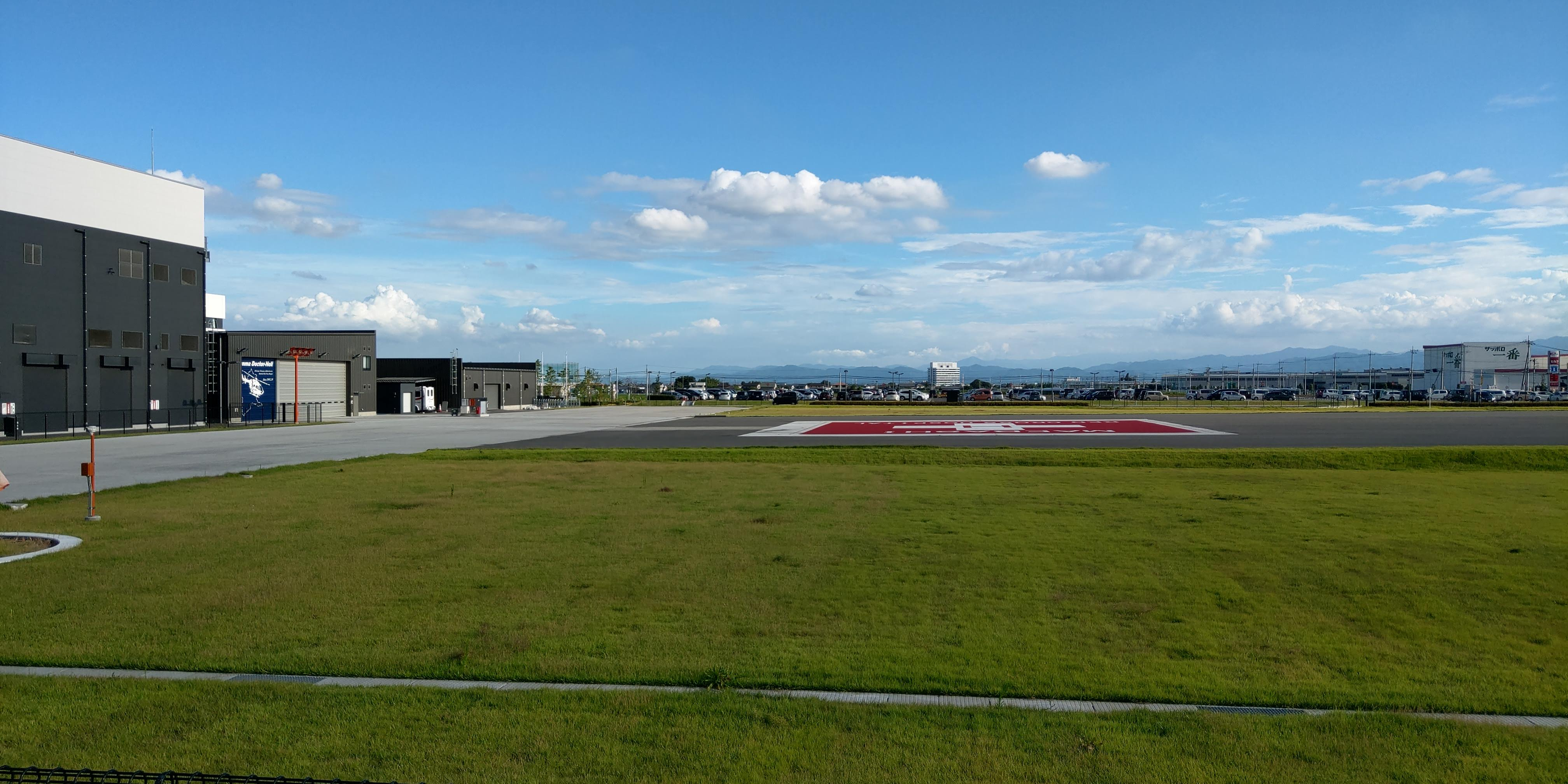
ドクターヘリ格納庫と防災緑地（ヘリポート）

前橋赤十字病院（まえばしせきじゅうじびょういん）は、群馬県前橋市にある医療機関。1913年（大正2年）3月23日に開設された日本赤十字社の病院である。

## 概要
1913年に開院した100年以上の歴史を有する群馬県の基幹病院の一つである。県内で唯一の高度救命救急センターを有し、群馬県ドクターヘリの基地病院となっており、群馬県の高度急性期・救急医療を担っている。2022年3月31日現在、病床数555床（一般病床527床、感染症病床6床、精神病床22床）である。
病院棟は病院本館（鉄筋コンクリート造7階）、外来棟（鉄骨造2階）、リニアック棟（鉄骨造鉄筋コンクリート造平屋）、院内保育所（鉄骨造平屋）などからなる。
付帯施設として健康管理センター、訪問看護ステーション、みどり保育園、病児・病後児保育施設「たんぽぽ」、群馬県立赤城養護学校前橋赤十字病院内教室を設置している。

## 歴史

### 開設
1911年（明治44年）8月18日に前橋市議会で日本赤十字社群馬県支部に病院を建設することが決定され、群馬県支部から本社に建設が要請された。同年10月に前橋市から病院用地の寄付を受けて、1912年（明治45年）5月に着工し、1913年（大正2年）に竣工した。旧病院は前橋市朝日町にあった。
1971年（昭和46年）3月には本館の増改築が行われた。

### 新築移転
旧病院（前橋市朝日町）は1971年建築の本館などが老朽化しており、増築により動線が複雑化しているほか駐車場が不足するなど狭隘化の問題もあることから、2004年頃から移転新築が検討されていた。地元住民からは現在地での新築を望む声もあったが、2010年に移転新築の方針を決定、2011年に移転先を新前橋駅近隣の東芝機器工場跡地など11箇所の候補地から上川淵地区に決定した。現病院の南方約3kmの上川淵地区に新病院を建設、2018年に移転。新病院は免震構造の鉄筋コンクリート造地上7階建で、屋上にはドクターヘリ用のヘリパッド、地上には給油設備と格納庫が設置される。全体の敷地面積は4倍（約128,000平方メートル）となり、災害対応エリアとして自衛隊の大型ヘリ（CH-47など）が離着陸可能なヘリポートを含む防災緑地も整備され、災害拠点病院としての能力が強化された。
なお、前橋赤十字病院の旧病院跡地（群馬県前橋市朝日町）には夜間休日診療所や休日歯科診療所が入る「まえばし医療センター」と「前橋市障害者サポートセンターこころ」が2024年（令和6年）4月1日にオープンする。

### 沿革
- 1913年（大正2年）3月23日 -日本赤十字社群馬支部病院として開院[1]。
- 1937年（昭和12年）12月 -高崎陸軍病院赤十字病院となり軍患者収容（1940年（昭和16年）5月まで）[1]。
- 1943年（昭和18年）
  - 1月1日 - 前橋赤十字病院に改称[1]。
  - 6月 - 霞ケ浦海軍病院前橋赤十字病院分院となり軍患者収容（1945年（昭和20年）12月まで）[1]。
- 2008年（平成20年）2月8日 - 地域がん診療連携拠点病院に指定[1]。
- 2009年（平成21年）2月18日 - 前橋赤十字病院が基地病院として、群馬県ドクターヘリ運用開始[1]。
- 2010年（平成22年）12月15日 - 現在地建て替え推進協議会第11回役員総会で移転建替方針について了承[1]。
- 2011年（平成23年）8月3日 - 前橋赤十字病院移転先検討委員会を設置[1]。
- 2015年（平成27年）10月7日 - 新病院の起工式を開催[1]。
- 2018年（平成30年）
  - 2月28日 - 新病院の竣工式を開催[1]。
  - 6月1日 - 新病院開院[1]。

## 群馬県ドクターヘリ
2009年2月18日より本病院を基地病院として、15道府県目、17機目のドクターヘリとして運行を開始した。運行時間は8時45分から17時45分または日没30分前（冬期間）となっている。旧病院の屋上ヘリポートには給油設備、格納庫がなかったため、給油、整備、運行時間外の駐機は群馬ヘリポートで行われていたが、移転後の新病院には給油設備と格納庫が設置されている。運行は朝日航洋が受託しており、機体はBK-117またはMD-902が使用される。

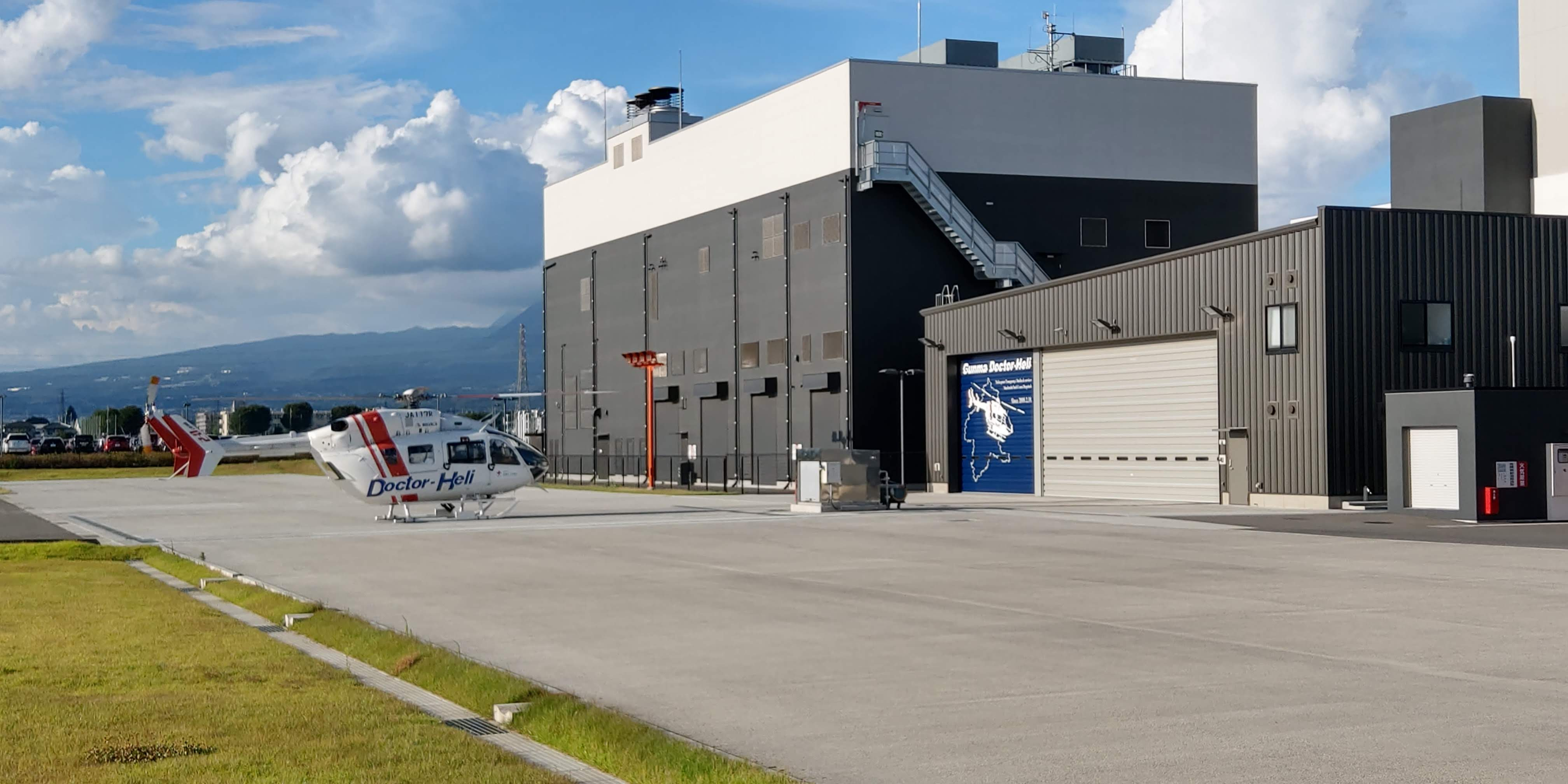
群馬県ドクターヘリ（JA117R）

| 年度     | 要請件数 | 出動件数 |
| -------- | -------- | -------- |
| 2008年度 | 29       | 26       |
| 2009年度 | 395      | 323      |
| 2010年度 | 674      | 523      |
| 2011年度 | 912      | 676      |
| 2012年度 | 1002     | 770      |
| 2013年度 | 1138     | 843      |
| 2014年度 | 1298     | 881      |
| 2015年度 | 1226     | 869      |
| 2016年度 | 1107     | 776      |
| 2017年度 | 1344     | 956      |
| 2018年度 | 1319     | 947      |
| 2019年度 | 1199     | 865      |

## 診療科
- 総合内科
- 糖尿病・内分泌内科
- リウマチ・腎臓内科
- 血液内科
- 精神科
- 神経内科
- 呼吸器内科
- 消化器内科
- 外科
- 消化器外科
- 内視鏡外科
- 乳腺・内分泌外科
- 心臓血管内科
- 整形外科
- 形成・美容外科
- 脳神経外科
- 呼吸器外科
- 小児科
- 皮膚科
- 泌尿器科
- 産婦人科
- 眼科
- 耳鼻咽喉科
- リハビリテーション科
- 放射線診断科
- 放射線治療科
- 歯科口腔外科
- 麻酔科
- 救急科
- 病理診断科
- 緩和支持医療科
- 臨床検査科

診療協力部門
- 薬剤部
- 検査部
- 放射線科部
- 臨床工学技術課

付帯施設
- 健康管理センター
- 訪問看護ステーション
- みどり保育園
- 群馬県立赤城養護学校日赤分校

## 医療機関の指定等
- 保険医療機関
- 救急告示医療機関
- 労災保険指定医療機関
- 母体保護法指定医療機関
- 生活保護法指定医療機関
- 自立支援医療（更生医療・育成医療・精神通院医療）
- 特定疾患・小児慢性特定疾患医療認定医療機関
- 原爆医療法指定医療機関
- 地域医療支援病院
- 日本病院会優良二日ドック認定施設
- 第二種感染症指定医療機関[5]
- 群馬県地域周産期母子医療センター
- 臨床研修指定病院
- 日本医療機能評価機構認定病院
- エイズ診療拠点病院
- 地域がん診療連携拠点病院
- 高度救命救急センター
- 災害拠点病院（基幹災害医療センター）
- 消化器病センター
- 血液浄化療法センター
- 地域医療支援･連携センター（訪問看護ステーション）
- 臓器提供施設
- 群馬県肝疾患専門医療機関
- 高次脳機能障害支援拠点機関

## 交通アクセス
- JR東日本両毛線前橋駅下車、バス乗車約20分（群馬バス）、日赤病院下車。
- JR東日本高崎線高崎駅下車、バス乗車約40分（群馬バス）、日赤病院下車。
- 関越自動車道高崎ICより県道27号線経由で約9分。
- 北関東自動車道前橋南ICより県道11号経由にて約9分。